# Черевково (Ростовская область)
Черевко́во — посёлок в Красносулинском районе Ростовской области.
Входит в состав Ударниковского сельского поселения.

## История
История посёлка связана с казачим родом Черевковых.

## Население
| 2010 |
| ---- |
| 995  |

## Улицы
- ул. Кирова,
- ул. Октябрьская,
- ул. Первомайская,
- ул. Привокзальная,
- ул. Трудовая.

## Инфраструктура
В посёлке расположена железнодорожная станция Черевково.